# Szathmáry Árpád (színművész, 1847–1901)
Idősebb jobbateleki Szathmáry Árpád, névváltozat: Szatmári (Pest, 1847 – Budapest, 1901. október 7.) színész, rendező.

## Családja
Szülei Szathmáry Dániel és Farkas Lujza színészek. Apja az 1848-as szabadságharcban elhunyt. 
Bátyja Szathmáry Károly színész.
Első felesége Patika Hermin (Nagybánya, 1846 – ?), aki 1865-ben kezdte pályafutását Kovács István társulatánál. Később Molnár Menyhért színész neje lett.
Második felesége Hunyady Margit színésznő volt.

## Pályafutása
15 éves koráig vasárus-segéd volt Kassán, majd 1862. szeptember 20-án Latabár Endre társulatában kezdte karrierjét mint kórista. Sokáig játszott vidéken, Aradon, Debrecenben és Kolozsvárot, majd a budapesti Népszínházben és Vígszínházban szerepelt. Az 1870-es évek közepétől operett- és népszínműrendező volt. 1880. április 30-án vendégszerepelt a Nemzeti Színházban, Millert alakította az Ármány és szerelemben. 1882. november 19-én ünnepelte pályafutása 20 éves jubileumát Aradon. 1883-84-ben Nagy Vincénél szerepelt, s 1885 áprilisában lett a Népszínház tagja. Itt május 10-én a Tót leány című népszínműben, Gyarmati szerepében lépett fel először. Ugyanebben a darabban játszott utoljára 1888. szeptember 29-én, s Kolozsvárra ment, ahol október 1-jén a Nagyzás hóbortja című vígjátékban Ringheim bankárt játszotta. 1892. december 15-én ünnepelte 30 éves jubileumát Szigligeti Udvari bolond című vígjátékában Hancsik kassai polgármester szerepében. 1896-tól a Vígszínház tagja volt. 1887-től a Színészegyesület központi igazgatóságának fővárosi, később vidéki tagja; majd a felvételi bizottság és a fegyelmi bíróság bírája lett.

## Fontosabb szerepei
- Szegfű Tivadar (Szigligeti Ede: A mama)
- Miller (Schiller: Ármány és szerelem)
- Borgé (Augier: Cavarletné)
- Gábry (Csiky Gergely: Cecil házassága)
- Zuboly (Shakespeare: Szentivánéji álom)
- Tricoche (Meilhac–Halévy: Tricoche és Cacolet)
- Zsiga, cigány (Szigligeti Ede: Cigány)
- Gonosz Pista (Tóth Ede: A falu rossza)
- Gelecséri (Csepreghy F.: Sárga csikó)
- Keszeg Mihály (Lukácsy: A vereshajú)
- Gyarmathy János (Almási: A tót leány)

## Működési adatai
1862: Latabár Endre; 1864–65: Kétszery József; 1869–70: Aradi Gerő; 1870–71: Sztupa Andor; 1871–72: Szathmáry Károly; 1872–73: Latabár Endre; 1873–74: Sztupa Andor; 1874–75: Arady Gerő; 1875–77: Debrecen; 1877–78: Temesváry Lajos; 1878–81: Nagyvárad–Debrecen; 1881–83: Nagyvárad–Arad; 1883–84: Nagy Vince; 1884–85: Mosonyi Károly; 1886–1888: Népszínház; 1888–94: Kolozsvár; 1894–97: Krecsányi Ignác; 1987–99: Komjáthy János; 1899-től: Vígszínház.